# Au pays des lions
Au pays des lions és una pel·lícula muda francesa escrita i dirigida per Louis Feuillade i estrenada l'agost de 1912. Produïda per Gaumont, es conserva una còpia a l'arxiu fílmic de la George Eastman House.

## Repartiment
- Renée Carl : La Morena
- Joë Hamman
- Miss Édith
- René Sablon